# Feliks Topolski
Feliks Topolski (ur. 14 sierpnia 1907 w Warszawie, zm. 24 sierpnia 1989 w Londynie) – polski malarz i rysownik.

## Życiorys
Kształcił się w warszawskiej Szkole Sztuk Pięknych u Tadeusza Pruszkowskiego, należał do grupy Loża Wolnomalarska. Potem wyjechał do pracy we Włoszech i Francji.
Od 1935 przebywał w Londynie jako korespondent „Wiadomości Literackich”.
Podczas II wojny światowej zajmował się tematyką wojenną. Malował konwoje wojenne, formowanie się armii generała Andersa (brał udział w formowaniu się armii gen. Andersa na terenie ZSRR). Jako artysta wojenny był świadkiem walk przeciw Japonii na terenie Birmy. W czasie wojny był także w Chinach i Indiach.
Po wojnie tworzył portrety pisarzy Herberta George’a Wellsa, Grahama Greene’a, polityków – Harolda Macmillana i innych znanych osobistości. Malował również murale. W latach 1953–1979 wydawał na szarym papierze pakowym dwutygodnik “Kroniki Topolskiego” (“Topolski’s Chronicle”). Nakład czasopisma oscylował wokół 2 tysięcy egzemplarzy. Pismo zawierało teksty dotyczące bieżących wydarzeń politycznych, społecznych i kulturalnych oraz zawierały rysunki Topolskiego.
W 1938 został poproszony przez George’a Bernarda Shawa o zilustrowanie jego nowo powstałej edycji książek, a sam George Bernard Shaw uważał Topolskiego za „niezwykłego rysownika, być może największego impresjonistę w czerni i bieli”. Popularny jako artysta w Wielkiej Brytanii.  W latach 50. zaprojektował udany dizajn tkaniny dla firmy czeskiego producenta tekstyliów w Londynie Zika Archer.
Był członkiem Royal Academy. Był akredytowanym malarzem podczas koronacji królowej Elżbiety II 2 czerwca 1953. W 1975 został doktorem honoris causa Uniwersytetu Jagiellońskiego. 
Jego obraz Zabójstwo Mahatmy Gandhiego, wykonany na zamówienie maharadży Jodhpuru, nadal zdobi wnętrze pałacu prezydenckiego w Nowym Delhi.
Zmarł 24 sierpnia 1989 w Londynie. Miał 82 lata. Pochowany został na Highgate Cemetery, w północnym Londynie.